# ألبرت بوفيت
ألبرت بوفيت (28 فبراير 1930 - 20 مايو 2017) (بالإنجليزية: Albert Bouvet) هي دراج فرنسية سابقة.

## الميداليات
| الميدالية | المسابقة                               |
| --------- | -------------------------------------- |
| فضية      | بطولة العالم للدراجات على المضمار 1957 |
| فضية      | بطولة العالم للدراجات على المضمار 1959 |